# Stoke Abbott
Stoke Abbott è un villaggio e parrocchia civile dell'Inghilterra, appartenente alla contea del Dorset.